# Gat negre, gat blanc
Crna mačka, beli mačor en serbi, o Gat negre, gat blanc en català, és una comèdia sèrbia dirigida per Emir Kusturica el 1998. Ha estat doblada al català

## Argument
Matko, un gitano que viu en la riba del Danubi, projecta desviar un tren que transporta benzina entre Sèrbia i Turquia. Demana llavors diners a Grga, un padrí de la màfia local, antic amic del seu pare i s'associa amb Dadan, un pistoler cocaïnòman que adora la música techno. Però Dadan ha decidit d'una altra manera i s'apropia del tren i dels diners de Matko.
Dadan, que Matko creu fora de tot allò, veu llavors l'ocasió de casar la seva germana petita, la minúscula Bubamara (« Marieta » en sèrbia). Demana, doncs, a Matko casar el seu fill Zare amb Bubamara, en compensació dels diners que considera haver perdut. El problema és que Zare n'estima una altra, Ida, una jove que també viu a la riba del Danubi.
Quan està a punt de celebrar-se el matrimoni, Zarije, l'avi de Zare, té la generosa idea de morir per impedir la cerimònia. Però Dadan se'n fot i obliga Matko a amagar el cos del seu pare al graner amb la finalitat que el matrimoni es pugui celebrar. El sacerdot a penes ha segellat la unió que la casada prefereix escapolir-se amb l'ajuda de Zare i Ida. Durant la fuga troba el gegant Grga Veliki, net del vell padrí i cau enamorada immediatament. El padrí Grga ordena llavors a Dadan oferir la seva germana al seu net per a anul·lar un vell deute.
Tot torna a l'ordre i la comunitat s'afanya a celebrar dos nous matrimonis, el de Zare amb Ida i el de Grga Veliki amb Bubamara, però el padrí Grga mor brutalment d'una parada cardíaca. Perquè les noces tan esperades no siguin anul·lades, Dadan decideix de portar el cos de Grga al graner, al costat del seu vell amic Zarije. Després d'algunes hores, els dos grans pares ressusciten com per màgia i els dos matrimonis són finalment celebrats.

## Repartiment
- Bajram Severdzan: Matko Destanov
- Srđan Todorović: Dadan Karambolo
- Branka Katic: Ida
- Florijan Ajdini: Zare Destanov
- Ljubica Adzovic: Sujka
- Zabit Memedov: Zarije Destanov
- Sabri Sulejman: Grga Pitic
- Jasar Destani: Grga Veliki